# SN 1604
La Supernova 1604, conosciuta anche come la Supernova di Keplero o la stella di Keplero, era una supernova esplosa nella nostra galassia, la Via Lattea, in direzione della costellazione dell'Ofiuco. È al momento l'ultima supernova ad essere stata osservata nella nostra galassia, e si trovava ad una distanza di non più di 20.000 anni luce dalla Terra. Fu visibile ad occhio nudo per diciotto mesi, e al suo picco era più brillante di ogni altra stella del cielo, e anche di tutti i pianeti tranne Venere, grazie alla sua magnitudine apparente di -2,5.
Dalla distanza massima attribuitale si può dedurne che l'evento stesso è occorso non prima dell'anno 18 000 BCE.

## Osservazione e studio

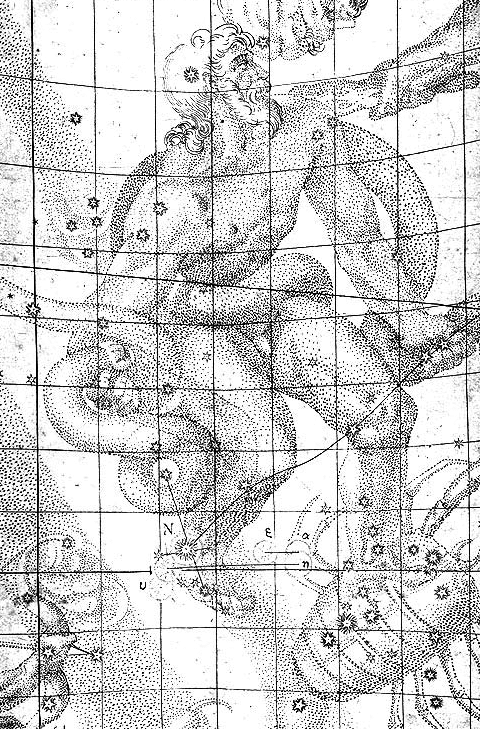
Disegno originale di Giovanni Keplero raffigurante la stella nova, indicata dalla lettera N

La supernova fu osservata per la prima volta il 9 ottobre 1604. L'astronomo tedesco Giovanni Keplero la vide per la prima volta il 17 ottobre, non fu lui a scoprirla, ma la studiò così a lungo che essa prese il suo nome. Il suo libro sull'argomento, pubblicato nel 1606, fu intitolato De Stella nova in pede Serpentarii (Sulla nuova stella nel piede del Serpentario).
Galileo Galilei la osservò solo a partire dal 28 ottobre a causa del cattivo tempo a Padova. Con le sue osservazioni determinò che doveva trovarsi tra le stelle fisse; ne parlò immediatamente in tre lezioni alla sede centrale dell'Università di Padova (Il Bo). A causa della sua misura, che contraddiceva l'ipotesi aristotelica e della Chiesa Romana che le stelle fossero immutabili, fu attaccato da alcuni filosofi padovani, cui rispose con un trattatello pseudonimo in dialetto padovano, il Dialogo de Cecco di Ronchitti da Bruzene in perpuosito de la Stella Nuova, e con una poesia anonima in fiorentino.
SN1604 fu la seconda supernova osservata nello spazio di una generazione (dopo la SN 1572 vista da Tycho Brahe in Cassiopeia). Non sono apparse supernove successive nella Via Lattea, anche se una visibile (con difficoltà a occhio nudo) è stata osservata recentemente in una galassia vicina (SN1987A), e molte, visibili solo con strumenti adeguati, in galassie lontane.
Il resto di supernova risultante dall'esplosione di SN1604 è considerato uno degli oggetti "prototipo" di questo genere, ed è ancora oggetto di molti studi astronomici.